# スペースシャトル熱防護システム

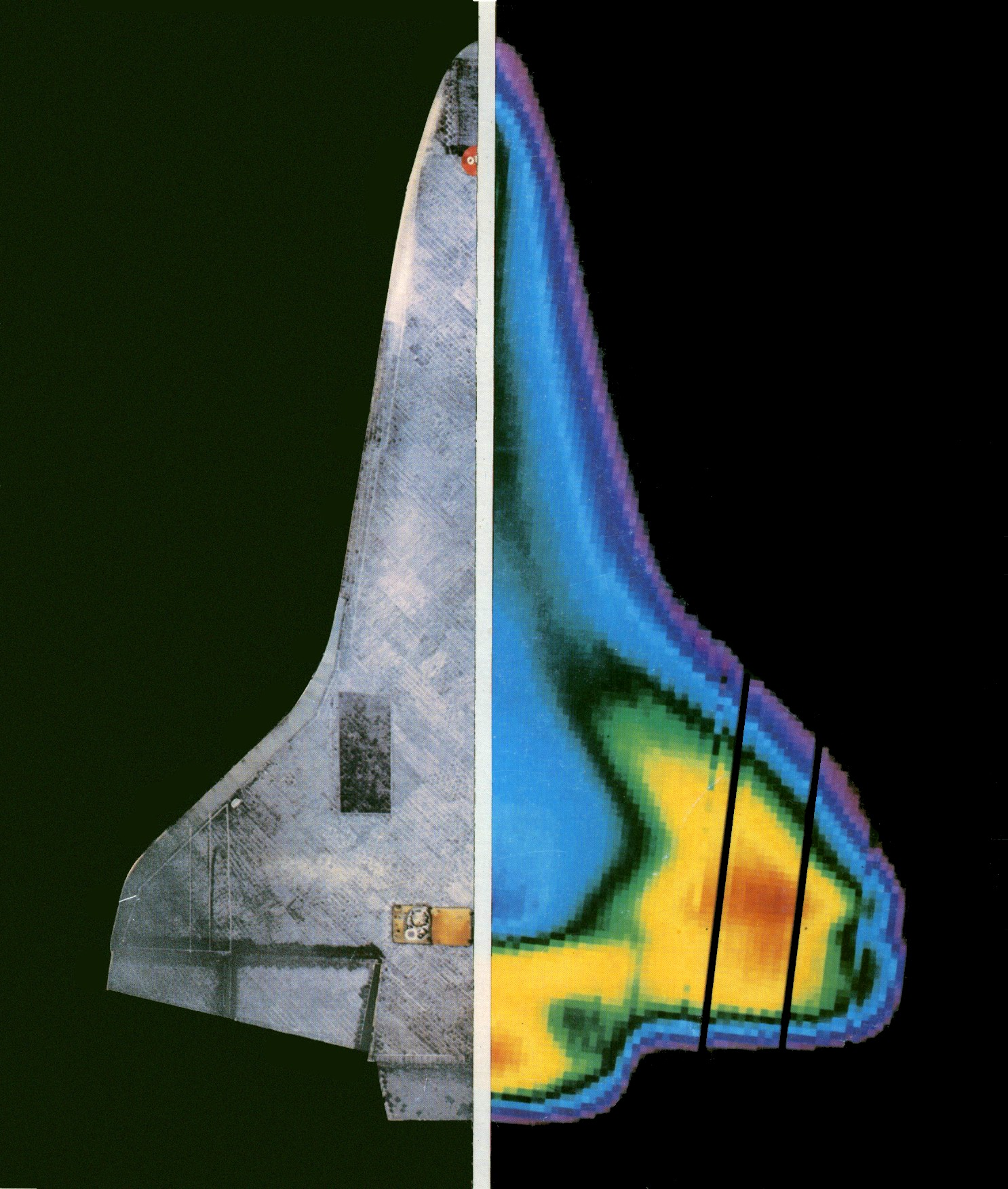
カイパー空中天文台は、 STS-3の再突入中にコロンビアの下側の赤外線画像を撮影して、温度を調査しました。 オービターは高度56 km 、マッハ15.6で飛行中でした。

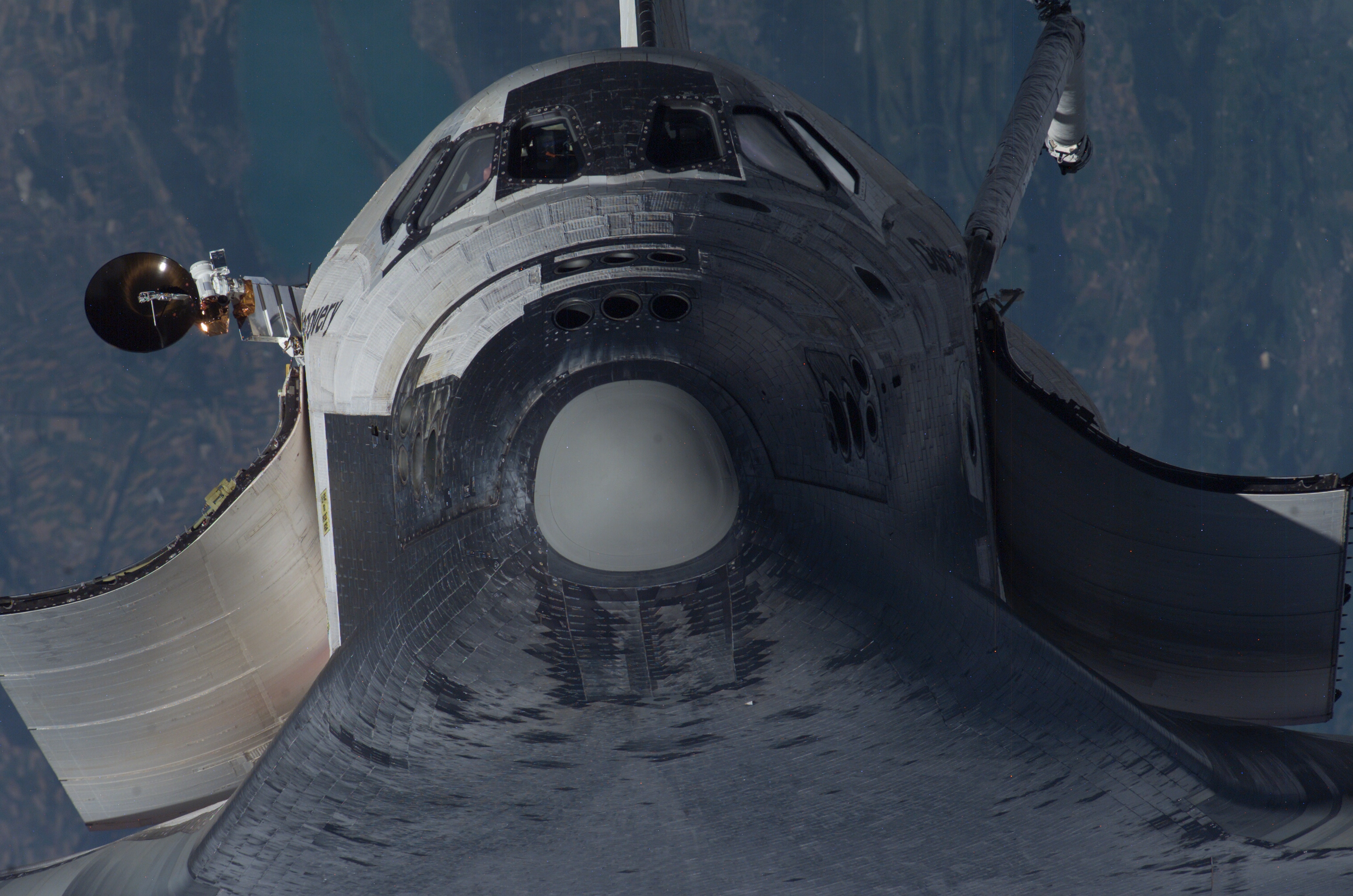
2005年7月28日のSTS-114中に国際宇宙ステーションに接近するスペースシャトルディスカバリー 。

スペースシャトル熱防護システム（スペースシャトルねつぼうごシステム、英：The Space Shuttle thermal protection system / TPS）とは、スペースシャトルオービターを大気圏再突入時の1,650℃の高温からシャトル本体を守るシステム。また、衛星軌道上における昼間の寒暖差からシャトルを守る機能もある。
従来のアブレーションを使う方式と異なり再使用が可能なことが最大の特徴である。

## 材質
TPSは基本的にオービター表面全体を保護し、必要な熱保護の量に基づいてさまざまな場所にある7つの異なる材料で構成されていた。
- 強化カーボンカーボン複合材(reinforced carbon-carbon, RCC):ノーズキャップ、ノーズキャップと前脚のドアの間のあご部分、前脚のドアの矢じり、翼の前縁で使用される。 再突入温度が1,260°C（2,300°F）を超える場所で使用される。
- オービターの下側で使用される高温再利用可能表面断熱材（High-temperature reusable surface insulation,HRSI）タイル: コーティングされたLI-900シリカセラミック製。 再突入温度が1,260°C未満の場合に使用される。
- 繊維状の耐火性複合断熱材（Fibrous refractory composite insulation,FRCI）タイル:強化された強度、耐久性、コーティングの亀裂に対する耐性、および重量の軽減を実現する。一部HRSIがこれに置き換えられた。
- 柔軟な断熱毛布（Flexible Insulation Blankets,FIB):キルト、柔軟な毛布のような表面断熱材。 再入温度が649°C（1,200°F）未満の場合に使用した。
- 低温再利用可能表面断熱材（Low-temperature Reusable Surface Insulation,LRSI）タイル:以前は胴体上部で使用されていたが、ほとんどがFIBに置き換えられた。 FIBとほぼ同じ温度範囲で使用された。
- 強化されたユニピース繊維断熱材（Toughened unipiece fibrous insulation,TUFI）タイル:1996年に使用されるようになった。高温、低温双方の領域で使われる。
- フェルトの再利用可能な表面断熱材（Felt reusable surface insulation,FRSI):白いNomexフェルトブランケット。上部ペイロードベイドア、胴体中部と胴体後部の側面の一部、上部翼表面の一部、OMS / RCSポッドの一部に使用される。 温度が371°C（700°F）未満に留まった場所で使用された。

TPSの各タイプには、特定の熱保護、耐衝撃性、および重量特性があり、それが使用される場所と使用量を決定した。
シャトルTPSには、以前の宇宙船で使用されていたTPSとは異なる3つの重要な特徴がある。

### 再利用が可能
以前の宇宙船は一般に、再突入中に燃え尽きるため再利用できなかったアブレーション熱シールドを使用していた。 この断熱材は堅牢で信頼性が高く、再利用されないことを前提に作られているため同じく再利用されない再突入体に適していた。 対照的に、再利用することを前提で作られているスペースシャトルには、再利用可能な熱保護システムが必要だった。

### 軽量
以前のアブレーション熱シールドは非常に重かった。 たとえば、アポロ司令・機械船のアブレーションヒートシールドは、機体重量の約15％を占めていた。 翼のあるシャトルの表面積は以前の宇宙船よりもはるかに大きかったため、軽量のTPSが重要だった。

### 壊れやすい
1970年代初頭当時の技術では、必要な熱特性と重量特性を備えたタイルは密度が非常に低いため、とても壊れやすかった。TPSタイルは手で簡単に破れてしまった。
この構造のもろさがのちのコロンビア空中分解事故の引き金となる。

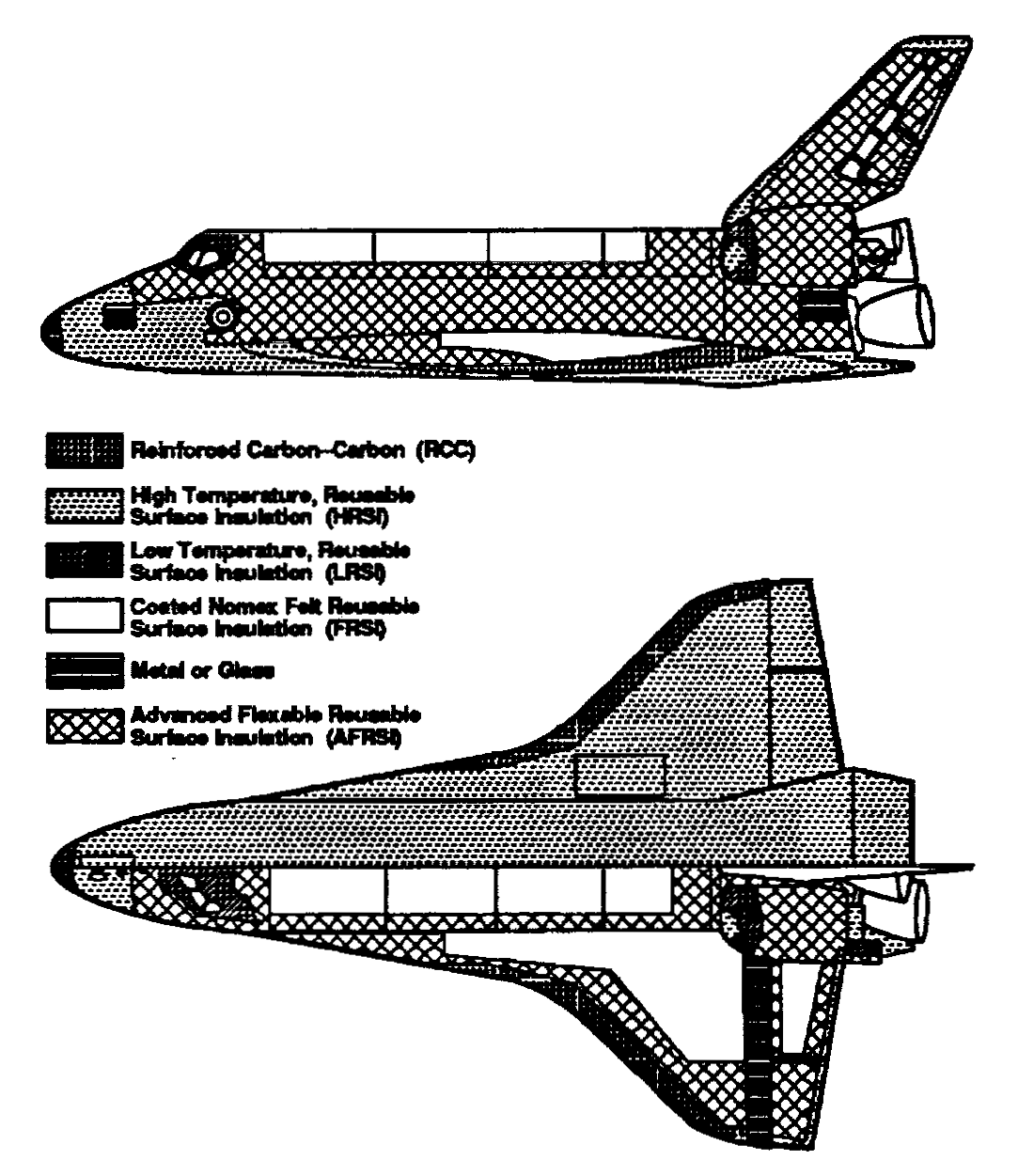
オービター103以降のオービター用の熱保護システム

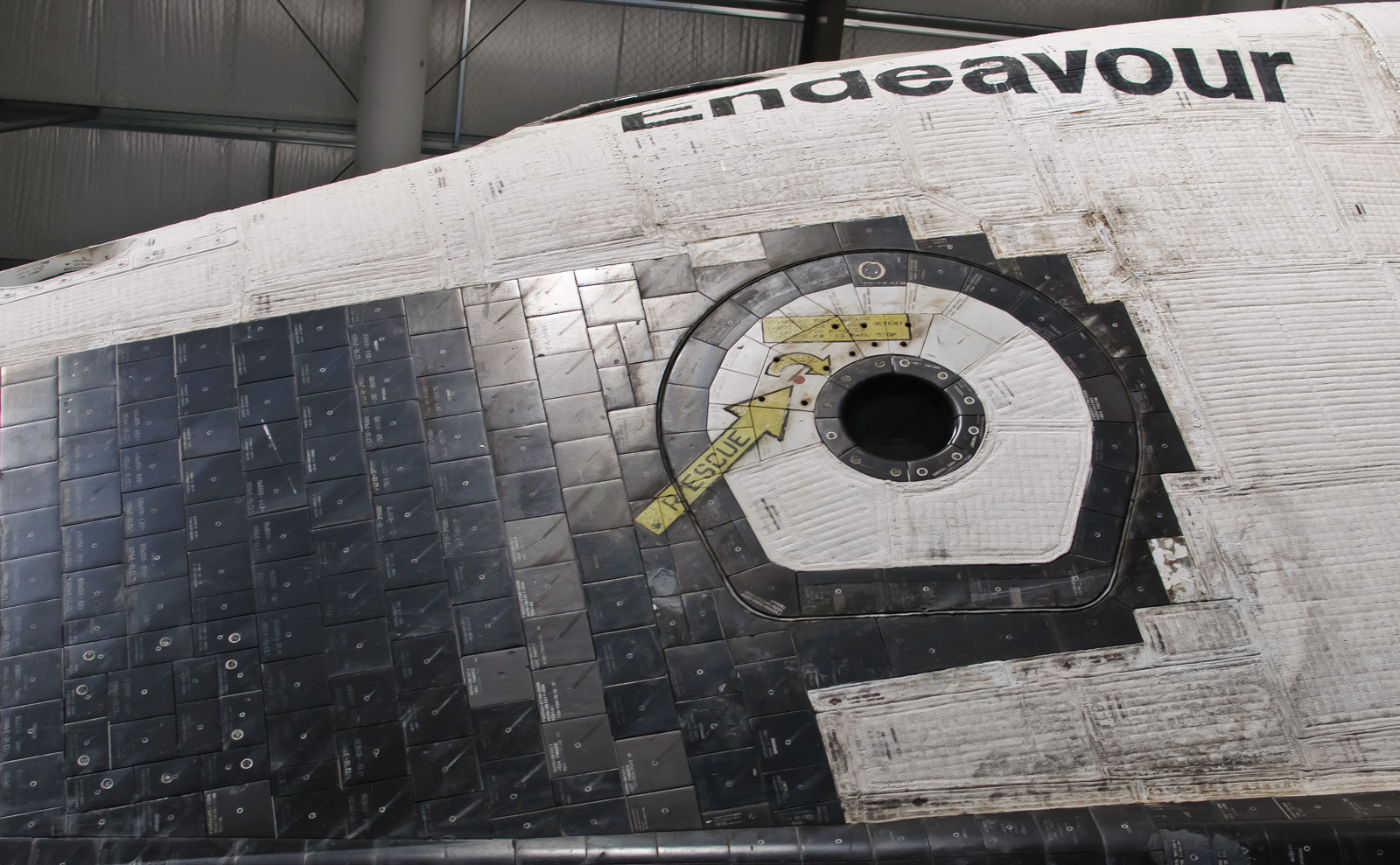
博物館の入り口で、ドアの近くにタイルを展示

## 目的

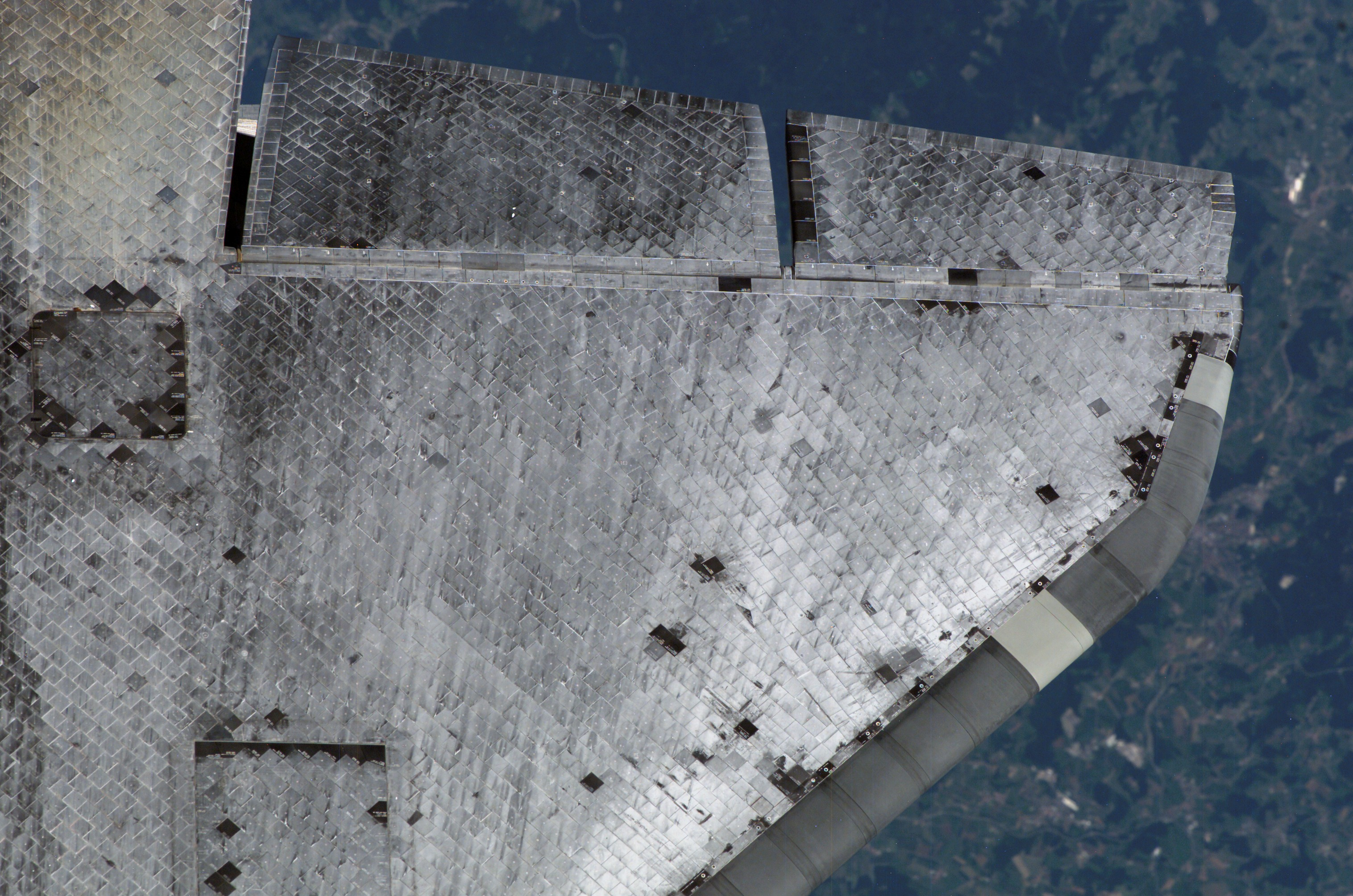
ディスカバリーの翼の下の表面は、何千もの高温再利用可能断熱タイルによって保護されています。

オービターの内部構造は主にアルミニウムで出来ており、通常175℃の温度までしか耐えられない。そのため非常に効果的な断熱材を必要とした。 

### 再突入時の加熱
再突入時の加熱は、旅客用などのジェット機に発生する通常の大気からの加熱とは異なり大半が断熱圧縮による加熱であるが、これがTPSの設計と特性を左右した。高速で飛行するジェット機の外板も熱くなることがあるが、これは大気との摩擦による摩擦熱によるもので、手をこすり合わせて手を温めるのと同じ原理である。オービターは、広い下面を飛行する方向に向けて、非常に高い（40°）迎え角を持つことにより、 鈍い物体として大気圏に再突入した。
再突入中にオービターが経験する熱量の80％以上は、圧力と温度の間の基本的な熱力学的関係に従って、極超音速機の前方の空気の断熱圧縮によって引き起こされる。機体の前に高温の衝撃波が発生し、ほとんどの熱をそらし、オービターの表面がピーク熱に直接接触するのを防ぐ。したがって、再突入加熱は衝撃波とオービターの外殻の間の過熱プラズマによる対流熱伝達が主だった。このタイプの加熱に対する再利用可能なシールドの鍵は、魔法瓶が対流熱伝達を抑制する方法のと同じく、非常に低密度の材料だった。

### 再突入加熱

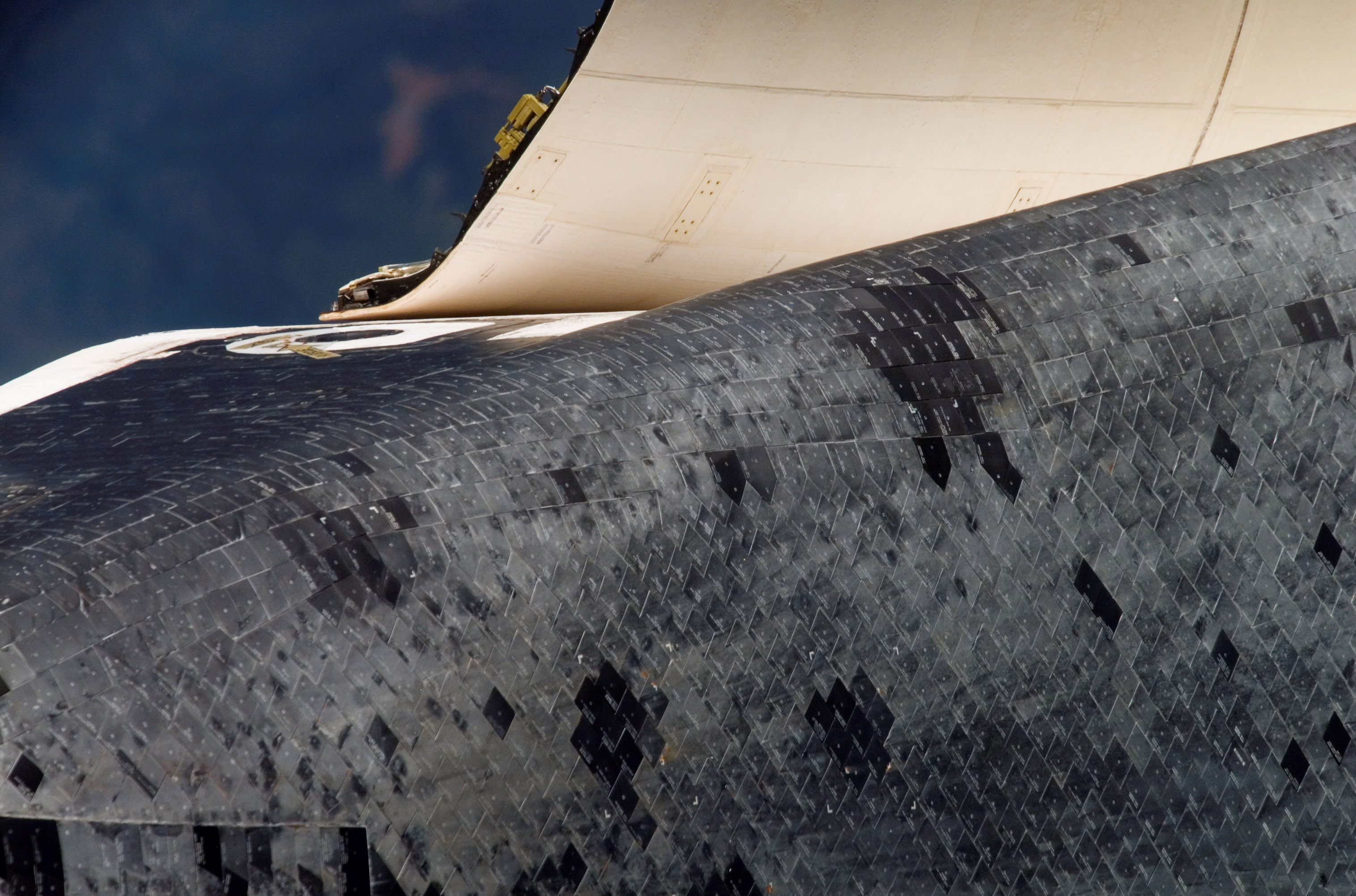
機体前方のタイルと左翼の前端の拡大図。 左下に機首ドアの角が見えます。 濃い黒一色のタイルは、まだ再突入していない新しいタイル。 （上部にある白い物体は、開いている左の貨物室のドア。 ）

## 詳細な説明

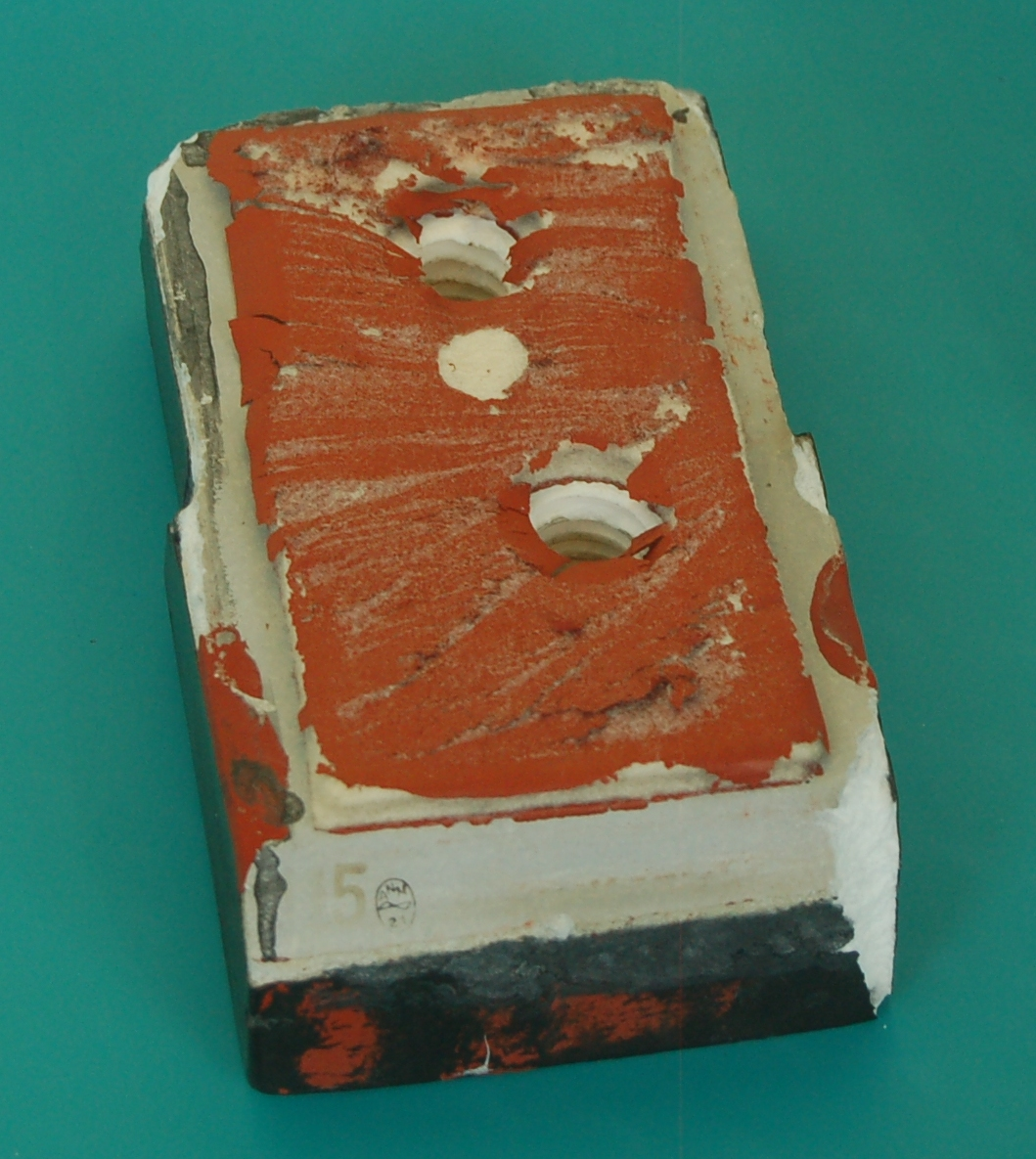
アトランティスのシリカタイル

#### 高温で再利用可能な表面断熱材（HRSI）

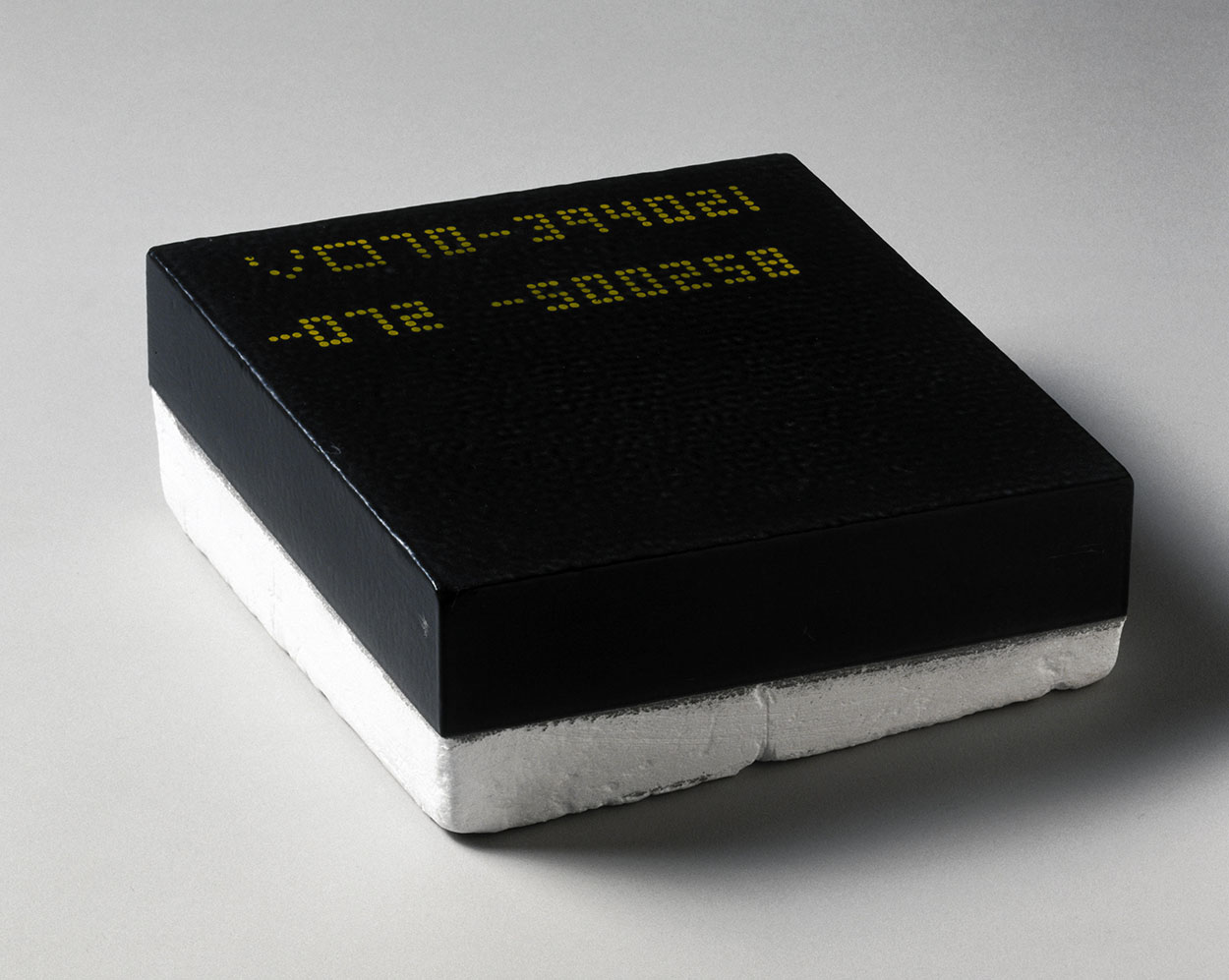
HRSIタイル。 オービター上の正確な位置を示す黄色のマークに注意してください。

## ノート
1. ↑  Jenkins, Dennis R. (2007). Space Shuttle: The History of the National Space Transportation System. Voyageur Press. p. 524 pages. ISBN 0-9633974-5-1
2. ↑  Day, Dwayne A.. “Shuttle Thermal Protection System (TPS)”.   U.S. Centennial of Flight Commission. 2006年8月26日時点のオリジナルよりアーカイブ。2019年9月26日閲覧。